# شیفته جولیا
شیفتهٔ جولیا (ایتالیایی: Desiderando Giulia) یک فیلم اِروتیک درام ایتالیایی به کارگردانی آندرئا بارتسینی است که در سال ۱۹۸۶ منتشر شد. این فیلم بر پایهٔ رمان «سالخوردگی» اثر ایتالو اسووو ساخته شد.

## بازیگران
- سرنا گراندی
- یوهان لیسن
- والریا دوبیچی
- سرجو روبینی
- جولیانا کالاندرا
- ماسیمو سارکیه‌لی

## نگارخانه

سرنا گراندی و یوهان لیسن در صحنه‌ای از فیلم
سرنا گراندی در صحنه‌ای از فیلم